# Уено Сакі
Уено Сакі (яп. 上野 紗稀; нар. 20 листопада 1994) — японська футболістка. Вона грала за збірну Японії.

## Клубна кар'єра
У 2013 році дебютувала в «Юнайтед Тіба».

## Кар'єра в збірній
Дебютувала у збірній Японії 26 вересня 2013 року в поєдинку проти Нігерії.

## Статистика виступів
| Збірна Японії | Збірна Японії | Збірна Японії |
| Рік           | Матчі         | Голи          |
| ------------- | ------------- | ------------- |
| 2013          | 1             | 0             |
| Загалом       | 1             | 0             |